# Satoko Ishimine

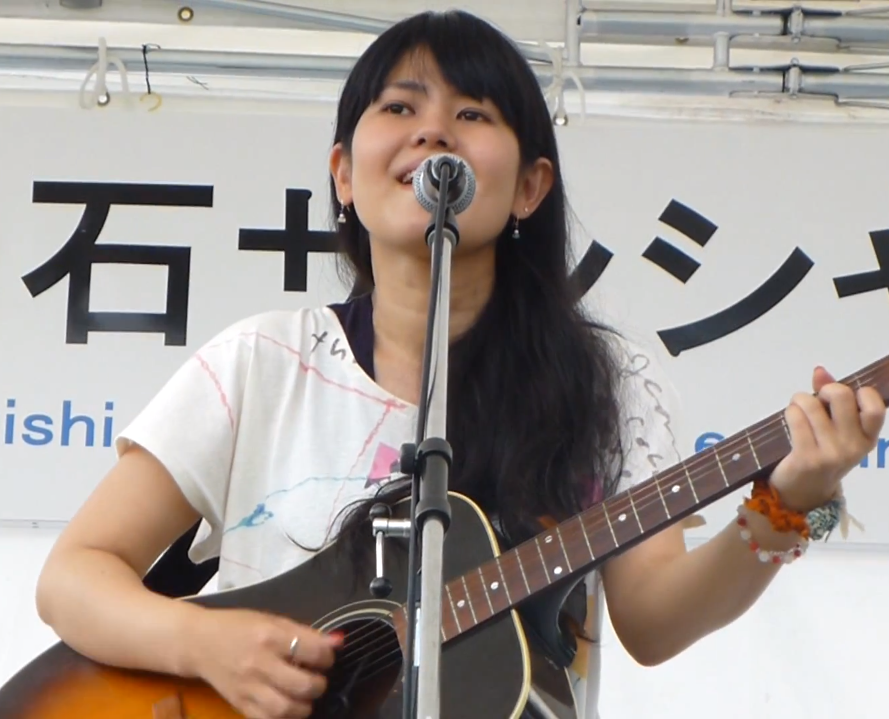
Satoko Ishimine (2012)

Satoko Ishimine (japanisch 石嶺 聡子, Ishimine Satoko; * 3. Oktober 1975 in Naha, Präfektur Okinawa) ist eine japanische Singer-Songwriterin.

## Veröffentlichungen

### Singles
| Jahr | Single                                            | Label               |
| ---- | ------------------------------------------------- | ------------------- |
| 1994 | Doyōbi to Pen to Udedokei (土曜日とペンと腕時計)  | Toshiba EMI         |
| 1995 | Watashi ga Iru (私がいる)                         | Toshiba EMI         |
| 1995 | Hana (花)                                         | Toshiba EMI         |
| 1996 | Namida wa Iranai (涙はいらない)                   | Toshiba EMI         |
| 1996 | Kumori Nochi Hare (くもりのち晴れ)                | Toshiba EMI         |
| 1996 | Liberty Girl                                      | Toshiba EMI         |
| 1997 | Hajimete o Sagasanakucha (はじめてを探さなくちゃ) | Toshiba EMI         |
| 1997 | You don’t know                                    | Toshiba EMI         |
| 1998 | Omoikiri Naite mo Ii yo (思い切り泣いてもいいよ)  | Toshiba EMI         |
| 1998 | Bye-bye (バイバイ)                                | Toshiba EMI         |
| 2000 | Mafuyu no Hanabi (マフユノハナビ)                 | Toshiba EMI         |
| 2001 | Tenki-ame (天気雨)                                | Toshiba EMI         |
| 2003 | Utatane (うたたね)                                | PRHYTHM             |
| 2013 | Kono Sekai o (この世界を)                         | Download auf iTunes |
| 2013 | ten-year-old                                      | Download auf iTunes |
| 2013 | Okurimono (おくりもの)                            | Download auf iTunes |

### Alben

#### Studioalben
| Jahr | Alben                               | Lied | Label       |
| ---- | ----------------------------------- | --- | ----------- |
| 1995 | INNOCENT                            | Kaze o Kanjitai / Watashi ga Iru / LOVE & DREAM / Sayonara wa Asu no Hajimari / Doyōbi to Pen to Udedokei / Yume no Tsuzuki wa Love Song / Mō Hitori no Watashi / Namida Nanka Nagasanai / Arigatō / Kesshin / Say you love me / Hana (Album Version) | Toshiba EMI |
| 1995 | situation                           | Koibito / Chōkyori Denwa no Asa / Aozora / Egao Todokimasuka / Zeitaku na Calendar / Aozora no X’mas Time | Toshiba EMI |
| 1996 | passion                             | FLY TO YOU / Kumori Nochi Hare / Fight / Ano Hi o Odoritai / Natsu no Taiyō / MY LOVE / Namida wa Iranai / 20th Door / Hoshii yo / Meguriai / Asian Dream                                                                                             | Toshiba EMI |
| 1996 | GENERATION                          | Liberty Girl / Shine / Kōfuku Domino / Those were the days / Goodbye / Summernight Magic / Koi Ja Nasakenai / Tomodachi? / Sotto…Jitto…Kitto…Zutto / Aki no Yukue                                                                                     | Toshiba EMI |
| 1997 | Imagination                         | Watashi Rashiku / Ayamachi / Kamisama ni Kanshashite / Imashikanai “Arigatō” / My Home Island / CONFESSION CONFUSION / Little Romance / Maboroshi Nankajanai / You don’t know / IMAGINATION                                                           | Toshiba EMI |
| 2001 | Closet (クロゼット)                 | Aoi Shizuku / Rosemary & Time / Mafuyunohanabi / Suisō / Mado no Tsuki / voice / Kakera / Garakuta / Aitakute Aenakute Yume o mite (Alben-Version) / story                                                                                            | Toshiba EMI |
| 2003 | Bloomy Balloon (ブルーミーバルーン) | Hikōsen / Yasashii Hitoe / Meiro / Utatane / Veranda / Tōkyō Nikki / Taion / Hane / Todokanai Ao / Fūsen no Sora | PRHYTHM     |

#### Compilation-Alben
| Jahr | Alben               | Lied | Label           |
| ---- | ------------------- | --- | --------------- |
| 1997 | Best Collection     | Watashi ga Iru / Aozora / Kaze o Kanjitai / Doyōbi to Pen to Udedokei / Namida wa Iranai / Meguriai / Hana (Single-Version) / Kumori Nochi Hare / Shine / Matenrow no Hero / Hajimete o Sagasanakucha (Neufassung) / THE LONGEST TIME | Toshiba EMI     |
| 2002 | Ballad Song Stories | Hana / Asian Dream / My Home Island / Omoikiri Naite mo Ii yo / Kamisama ni Kanshashite / Imashikanai “Arigatō” / Bye-bye / Suisō / Mado no Tsuki / Kokoro no Oto / Tenki-ame / Mafuyu no Hanabi / Anata no Sobani / 100-nen no Omoi | Toshiba EMI     |
| 2005 | NEW BEST 1500       | Doyōbi to Pen to Udedokei / Watashi ga Iru (Neufassung) / Hana (Single-Version) / Namida wa Iranai / Kumori Nochi Hare / Liberty Girl / Hajimete o Sagasanakucha (New Version) / You don’t know / Omoikiri Naite mo Ii yo (Neufassung) / Bye-bye                                                                                              | Toshiba EMI     |
| 2005 | CD&DVD THE BEST     | Hana (Single-Version) / Doyōbi to Pen to Udedokei / Watashi ga Iru (Neufassung) / Namida wa Iranai / Kumori Nochi Hare / Kaze o Kanjitai / Meguriai / Hajimete o Sagasanakucha / THE LONGEST TIME / Aozora / Liberty Girl / You don’t Know / Omoikiri Naite mo Ii yo / Bye-bye / Mafuyu no Hanabi / Tenki-ame                                 | Toshiba EMI     |
| 2011 | Golden Best         | Hana (Single-Version) / Doyōbi to Pen to Udedokei / Kaze o Kanjitai / Watashi ga Iru (Neufassung) / Namida wa Iranai / Kumori Nochi Hare / Liberty Girl / Shine / Hajimete o Sagasanakucha / Matenrow no Hero / You don’t Know / Omoikiri Naite mo Ii yo (Neufassung) / Bye-bye / Mafuyu no Hanabi / Aitakute Aenakute Yume o mite / Hidamari | EMI Music Japan |